# Rumors
«Rumors» — перший сингл першого альбому американської поп-співачки Ліндсі Лоан — «Speak». Вважається найуспішнішою піснею альбому, в США вийшла 21 вересня 2004.

## Інформація
Пісня «Rumors» написана Ліндсі Лоан, Корі Руней, Терілл Джексон і ТіДжей Джексон. Сенс пісні взятий з життя Ліндсі. Відеокліп став номером один в «MTV's» TRL і був номінований на «2005 MTV Video Music Awards» в категорії Best Pop Video. 25 лютого 2005 сингл «Rumors» отримав Золото від RIAA. В пісні є посилання на пісню Майкла Джексона «Privacy» з альбому «Invincible».
Спочатку пісня мала мати назву «Just What It Is». «Rumors» і «Bossy» до сих пір вважається найкращими піснями Ліндсі.

## Музичне відео
Режисер — Джейк Нава. Існує дві версії відеокліпу: стандартна і невідредагована. Невідредагована версія на 20 секунд довша ніж оригінал, через не вирізані кадри танцю. Невідредагована версія офіційно не виходила.

## Список пісень
CD-сингл
1. «Rumors» — 3:16
2. «Rumors» (Full Phatt Remix) — 3:25

Максі-CD-сингл
1. «Rumors» — 3:16
2. «Rumors» (Full Phatt Remix) — 3:25
3. «Rumors» (Full Phatt Club Mix) — 3:49
4. «Rumors» (Video)

12" LP із реміксами Phatt
Сторона A:
1. «Rumors» — 3:16
2. «Rumors» (Full Phatt Club Mix) — 3:49

Сторона B:
1. «Rumors» (Full Phatt Remix) — 3:25
2. «Rumors» (Full Phatt Club Mix Instrumental) — 3:48
3. «Rumors» (Full Phatt Remix Instrumental) — 3:23

12" LP із реміксами Sharp Boys
Сторона A:
1. «Rumors» (The Sharp Boys Club Gossip Vocal Remix) — 7:24
2. «Rumors» (The Sharp Boys Gossiping Dub) — 7:22

Сторона B:
1. «Rumors» (The Sharp Boys Club Gossip Instrumental) — 7:24
2. «Rumors» (Sharp-A-Pella) — 6:00

## Чарти
| Чарт (2004)                                   | Місце |
| --------------------------------------------- | ----- |
| U.S. Billboard Bubbling Under Hot 100 Singles | 6     |
| Чарт (2005)                                   | Місце |
| Australian Singles Chart                      | 10    |
| Austrian Singles Chart                        | 23    |
| Dutch Mega Single Top 100                     | 31    |
| European Hot 100 Singles                      | 51    |
| German Singles Chart                          | 14    |
| Swedish Singles Chart                         | 34    |
| Swiss Singles Chart                           | 30    |